# Bulbul d'Ansorge
Eurillas ansorgei
Espèce
Statut de conservation UICN

 LC  : Préoccupation mineure
Le Bulbul d'Ansorge (Eurillas ansorgei) est une espèce de passereaux de la famille des Pycnonotidae.
Son nom est attribué au physician et zoologiste William John Ansorge (en) (1850–1913).

## Répartition
Cet oiseau est répandu en Afrique équatoriale.

## Habitat
Son habitat naturel est les forêts subtropicales ou tropicales en plaine.

## Sous-espèces
Cet oiseau est représenté par deux sous-espèces :
- Eurillas ansorgei ansorgei Hartert 1907 ;
- Eurillas ansorgei kavirondensis (Someren, 1920) — ouest du Kenya.